# Alois Karisch
Alois Karisch (* 26. November 1901 in Jakling, Kärnten; † 25. Februar 1986) war ein österreichischer Politiker (CS/VF/ÖVP). 

## Leben
Karisch wurde als Sohn einer Gastwirtsfamilie geboren. Er besuchte das Gymnasium in St. Paul und Klagenfurt und wurde danach Sekretär der Christlichsozialen Partei Kärntens. Zudem studierte er Rechtswissenschaften an der Universität Wien sowie der Universität Graz und war danach an Gerichten in Klagenfurt und Villach tätig. Nachdem sich Karisch in führender Position in der Vaterländischen Front betätigt hatte, wurde er nach der Machtübernahme der Nationalsozialisten in das KZ Buchenwald verschleppt und mit einem Gauverbot belegt. Er war Sympathisant der 1941 gegründeten Antifaschistischen Freiheitsbewegung Österreichs.
Nach dem Ende des Zweiten Weltkriegs übernahm Karisch das Amt des Bezirkshauptmanns von Wolfsberg und wechselte nach der ersten Landtagswahl in der 2. Republik als Landesrat für Bauwesen in die Landesregierung. Zu seinen vordringlichsten Aufgaben gehörte die Behebung der durch Luftangriffe beschädigten Infrastruktur und Gebäude. Ab dem 7. November 1949 vertrat Karisch die ÖVP auch im Landtag. Auf Grund seiner Kenntnisse um Südkärnten wurde Karisch auch zu den Staatsvertragsverhandlungen nach London entsandt. Karisch gehörten den Landesregierungen Piesch IV sowie Wedenig I, II, III und IV an und schied am 1. Juni 1956 aus der Landesregierung aus. Er gehörte in der Folge noch bis zum 30. März 1960 dem Kärntner Landtag an. Beruflich kehrte er als Bezirkshauptmann nach Wolfsberg zurück. Er übte diese Funktion bis zu seiner Pensionierung 1966 aus. 
Karisch war mit Maria Friedl Auinger verheiratet und hatte zwei Söhne. Seine Frau verstarb bereits 1954.

## Ehrungen und Auszeichnungen
- Wirklicher Hofrat

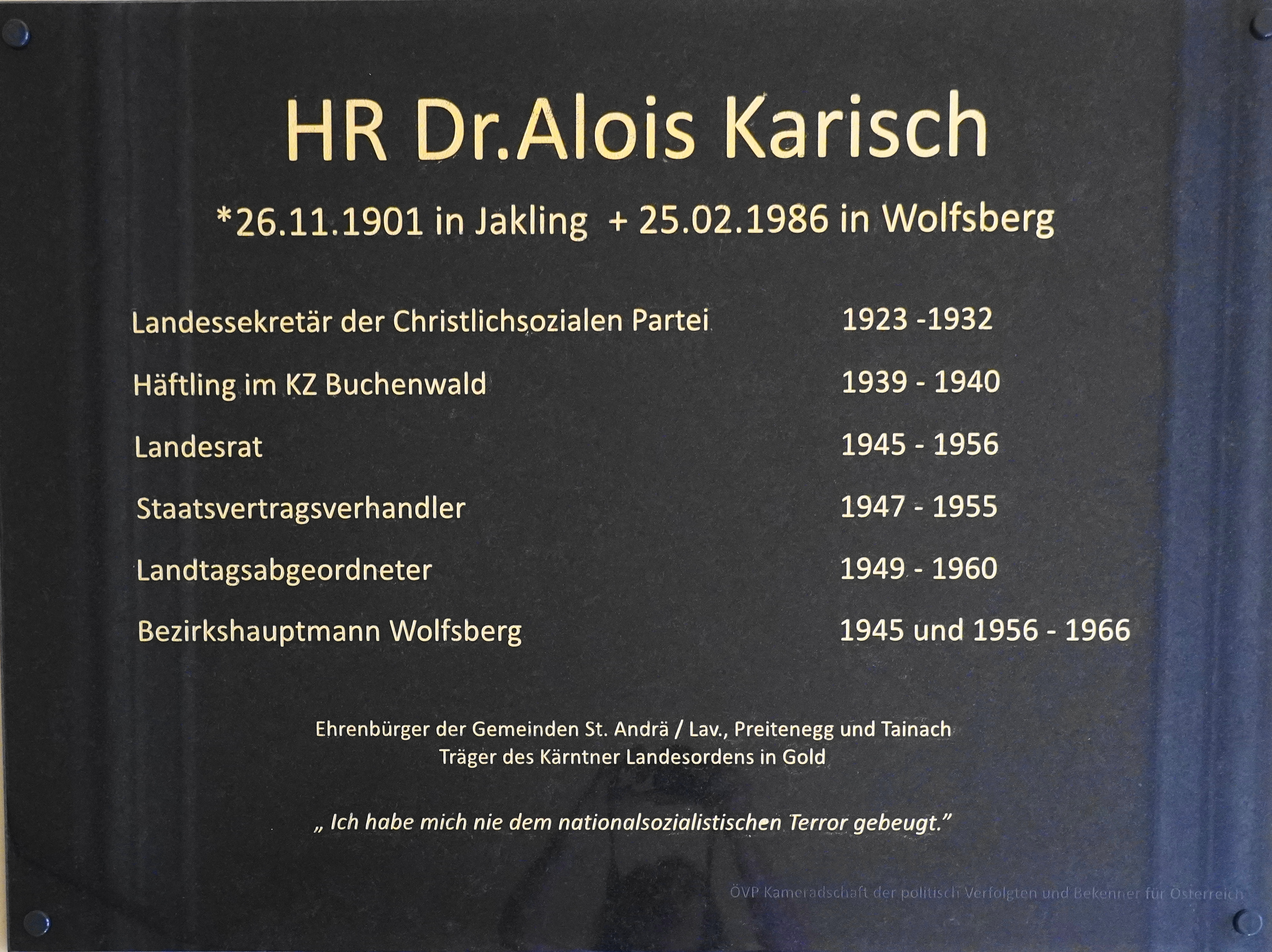
Gedenktafel Alois Karisch

- Großes Silbernes Ehrenzeichen für Verdienste um die Republik Österreich
- Goldenes Ehrenzeichen für Verdienste um das Land Kärnten
- Ehrenbürgerwürde der Gemeinde Preitenegg (1967)
- 2022 wurde im Haus der Bezirkshauptmannschaft Wolfsberg auf Initiative der ÖVP Kameradschaft der politisch Verfolgten und Bekenner für Österreich eine Gedenktafel für Alois Karisch enthüllt.[1]